# Combattimento di Helmstadt
Il combattimento di Helmstadt ebbe luogo il 25 luglio 1866 nel contesto della campagna al Meno dell'esercito prussiano nella guerra austro-prussiana. I prussiani sconfissero il VII corpo dell'esercito federale de la Confederazione tedesca  (truppe del Regno di Baviera).

## Campagna preliminare
Dopo la perdita di Francoforte, le truppe dell'VIII corpo federale volevano unirsi alle truppe bavaresi del VII corpo sul fiume Tauber per lanciare un contrattacco sui Prussiani. L'esercito prussiano seguì rapidamente e sconfisse le truppe federali a Tauberbischofsheim e Werbach il 24 luglio. Le truppe dell'VIII corpo si ritirarono verso Würzburg. La divisione Beyer si spinse in avanti e si incontrò a Helmstadt coi Bavaresi.

## Il combattimento
A Helmstadt, le truppe bavaresi furono respinte dai prussiani dai pesanti duelli di artiglieria. Il principe Ludovico di Baviera, in seguito re Ludovico III, fu ferito nella battaglia. I Bavaresi si ritirarono a Roßbrunn, dove arrivò a un'altra battaglia il giorno dopo.

## Conseguenze
Le truppe bavaresi dovettero ripiegare verso Würzburg. Lì una tregua pose fine ai combattimenti.